# Мира Б'єдов
Мира Б'єдов (7 вересня 1955) — югославська баскетболістка.
Бронзова призерка Олімпійських ігор 1980 року.